# 堀江町 (鹿児島市)
堀江町（ほりえちょう）は、鹿児島県鹿児島市の町。旧薩摩国鹿児島郡鹿児島城下下町堀江町。郵便番号は892-0824。人口は1,272人、世帯数は724世帯（2020年4月1日現在）。堀江町の全域で住居表示を実施している。

## 地理
鹿児島市中部に位置する。町域の北方には泉町、南方には南林寺町、東方には住吉町、西方には大黒町、新町、松原町がそれぞれ接している。
町域の西端に鹿児島県道214号鹿児島港線、東端には大門口通りが通っている。

## 歴史

### 成立から市制施行まで
江戸時代は薩摩国鹿児島郡鹿児島城下下町のうちであった。元禄年間に城近くの海浜に造成された新築地と称された埋立地のうち、城下町西部の下町にかかる新築地に成立した町である。
宝暦年間の「通昭録巻7」には堀口町と称していたが、「三国名勝図会」には天明元年には堀江町と称している。寛政元年の「薩藩例規雑集」では下町12町のうち、天保城下絵図では下町15町のうちに含まれていた。

### 市制施行以後
1888年（明治21年）に公布された市制（明治21年法律第1号）に基づき、1889年（明治22年）2月2日に官報に掲載された「 市制施行地」（内務省告示第1号）によって鹿児島が市制施行地に指定された。3月5日には鹿児島県令第26号によって鹿児島郡のうち50町村が市制による鹿児島市の区域と定められ、4月1日に市制が施行されたのに伴い、鹿児島郡50町村（山下町、平之馬場町、新照院通町、長田町、冷水通町、上竜尾町、下竜尾町、池之上町、鼓川町、稲荷馬場町、清水馬場町、春日小路町、車町、恵美須町、小川町、和泉屋町、浜町、向江町、栄町、柳町、易居町、中町、金生町、東千石馬場町、西千石馬場町、汐見町、泉町、築町、生産町、六日町、新町、松原通町、船津町、呉服町、大黒町、堀江町、住吉町、新屋敷通町、加治屋町、山之口馬場町、樋之口通町、薬師馬場町、鷹師馬場町、西田町、上之園通町、高麗町、下荒田町、荒田村、西田村、塩屋村）の区域より鹿児島市が成立した。それまでの堀江町は鹿児島市の町「堀江町」となった。
1962年（昭和37年）に住居表示に関する法律が施行されたのに伴い、鹿児島市は鹿児島市街地域の住居表示に着手した。1963年（昭和38年）9月11日に城南地区で住居表示の実施に伴う町域の再編が実施され、洲崎町の一部を堀江町に編入した。また同時に堀江町の全域で住居表示が実施された。

### 町域の変遷
| 実施後         | 実施年             | 実施前         |
| -------------- | ------------------ | -------------- |
| 堀江町（編入） | 1963年（昭和38年） | 洲崎町（一部） |

## 人口

### 資料統計
| 統計年次〔年〕     | 世帯数〔世帯〕 | 総人口〔人〕 | 備考  |
| ------------------ | -------------- | ------------ | ----- |
| 1908年（明治41年） | 255            | 1,304        | [ 3 ] |
| 1922年（大正11年） | 260            | 1,854        | [ 3 ] |
| 1935年（昭和10年） | 263            | 1,551        | [ 3 ] |

### 国勢調査
以下の表は国勢調査による小地域集計が開始された1995年以降の人口の推移である。
| 年                 | 人口  |
| ------------------ | ----- |
| 1995年（平成7年）  | 981   |
| 2000年（平成12年） | 880   |
| 2005年（平成17年） | 1,174 |
| 2010年（平成22年） | 1,467 |
| 2015年（平成27年） | 1,485 |

## 施設

### その他
- 鹿児島みらい農業協同組合本店（本部は別立地）
- 山形屋朝日通り立体駐車場

## 小・中学校の学区
市立小・中学校に通う場合、学区（校区）は以下の通りとなる。
| 町丁   | 番・番地 | 小学校               | 中学校               |
| ------ | -------- | -------------------- | -------------------- |
| 堀江町 | 5-15     | 鹿児島市立松原小学校 | 鹿児島市立甲東中学校 |
| 堀江町 | その他   | 鹿児島市立名山小学校 | 鹿児島市立長田中学校 |

## 交通

### 道路
一般県道
- 鹿児島県道214号鹿児島港線

市道
- マイアミ通り
- 大門口通り